# Cras-Avernas
Cras-Avernas is een dorp in de Belgische provincie Luik en een deelgemeente van de stad Hannuit. Het was een zelfstandige gemeente tot het bij de fusie van 1971 toegevoegd werd aan de gemeente Hannuit.
Cras-Avernas ligt in het noordoosten van de gemeente Hannuit aan de taalgrens. De dorpskom ligt aan de weg van Montenaken naar Hannuit. Cras-Avernas is een landbouwdorp in Droog-Haspengouw met vooral graanteelt en suikerbietenteelt.

## Geschiedenis
In 1262 was de naam van het dorp "Evernay le Craie" en in 1497 "Avernas le Crassie", het woord "Cras" zou het zelf zijn als het huidige waalse woord "cresse" betekende een bergkam.
Het dorp werd van bij zijn ontstaan Avernas-le-Petit genoemd om het te onderscheiden van Avernas-le-Bauduin. Pas rond de 15de eeuw veranderde de naam van het dorp stilaan - via de vorm "Avernas-le-Gras" - naar de huidige benaming.
Avernas lag vanaf de 9de eeuw in het Graafschap Avernas, daarna behoorde het tot het Graafschap Steps om ten slotte te gaan behoren tot het Hertogdom Brabant. Vanaf de 11de eeuw was het dorp eigendom van de Sint-Laurentiusabdij te Luik en was het een eigen heerlijkheid. In 1676 werd deze ten voordele van de joods-sefardische bankier Antonio Lopes Suasso verheven tot baronie.
Na het Concordaat van 1801 werd te Cras-Avernas een parochie opgericht die toegewijd was aan Sint-Laurentius. Daarvoor had het dorp kerkelijk afgehangen van Bertrée.
In 1213 werd in de velden ten noorden van het dorp de Slag van Steps uitgevochten, waarbij de Brabantse hertog Hendrik I, bij een aanval op het prinsbisdom Luik, door prins-bisschop Hugo II van Pierrepont en diens bondgenoot Lodewijk II van Loon werd verslagen.

## Bezienswaardigheden
- De Ferme de la Bosquée is een vierkantshoeve waarvan de huidige gebouwen dateren van 1899 met een oude kern uit de 18de eeuw. De ingangspoort dateert van 1759. Reeds in de 13de eeuw was er op die plaats een boerderij die gebouwd werd door monniken van de Abdij van Val-Notre-Dame te Antheit die er bleven wonen tot in de 17de eeuw. Tot aan de vaststelling van de taalgrens in 1963 lag de boerderij op het grondgebied van de gemeente Montenaken in de provincie Limburg. In dat jaar werden de boerderij en de gronden bij Cras-Avernas gevoegd.
- De Ferme Wauthier ook genoemd 'Château du Rivage' was tot 1794 een hoeve van de Duitse Orde van Alden Biesen. In 1851 kwam er een suikerfabriek en de start de suikerbietenteelt in de streek. De hoeve werd stapsgewijs omgevormd tot een kasteel.
- Het Château Nihoul is een neogotisch bouwwerk van 1882 naar ontwerp van Joris Heleputte.
- Kasteel van Cras-Avernas (1897), ook kasteeltje Snyers genoemd, met de vroegere hoeve van abdij Saint-Laurent (reeds vermeld in de 11de eeuw).
- De Sint-Laurentiuskerk (Église Saint-Laurent) werd gebouwd in 1852 ter vervanging van een houten kerk. In 1899 werd de kerk vergroot.

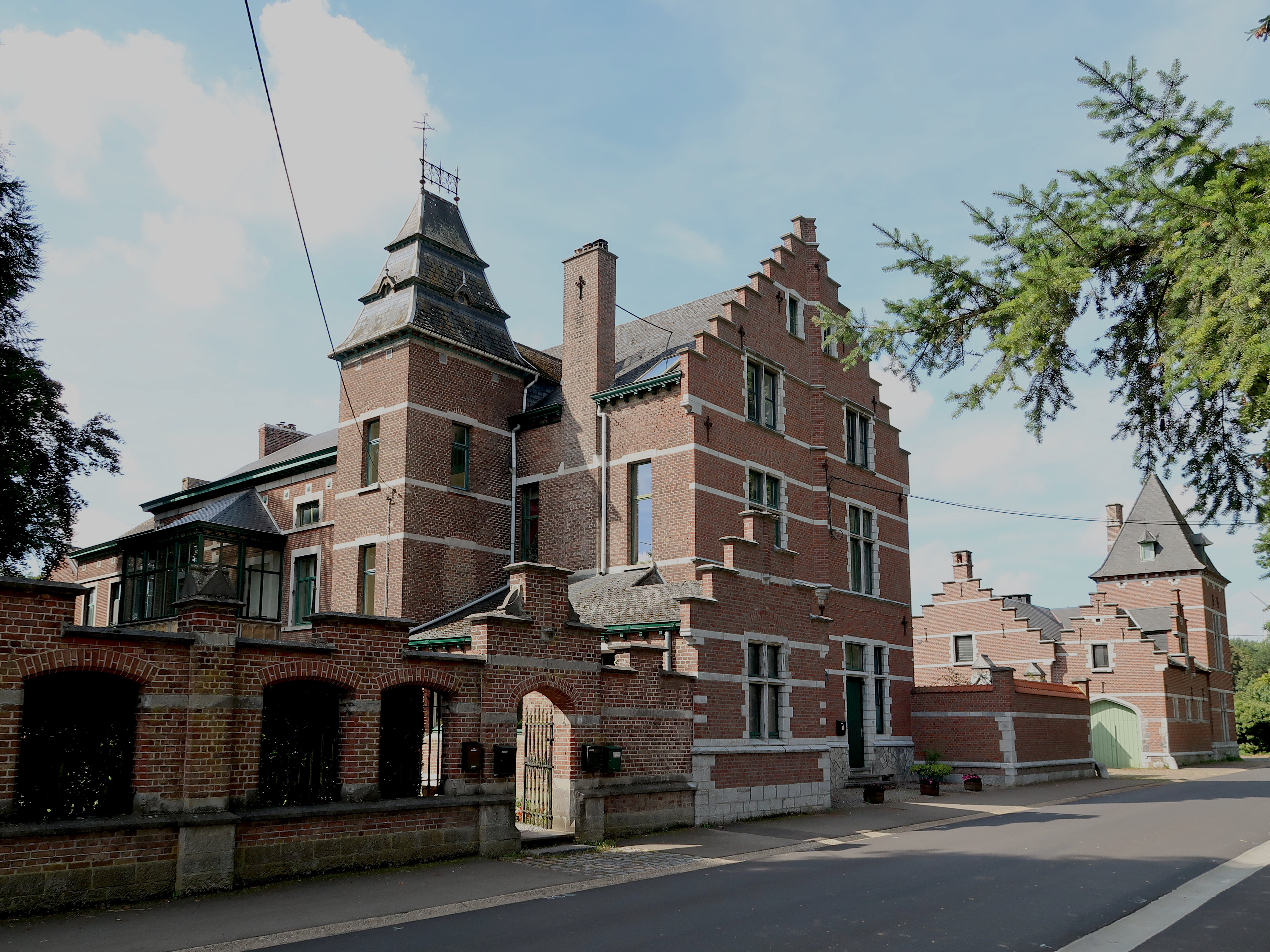
Kasteel Wauthier, vroegere hoeve van de Teutoons orde, omgevormd in kasteel
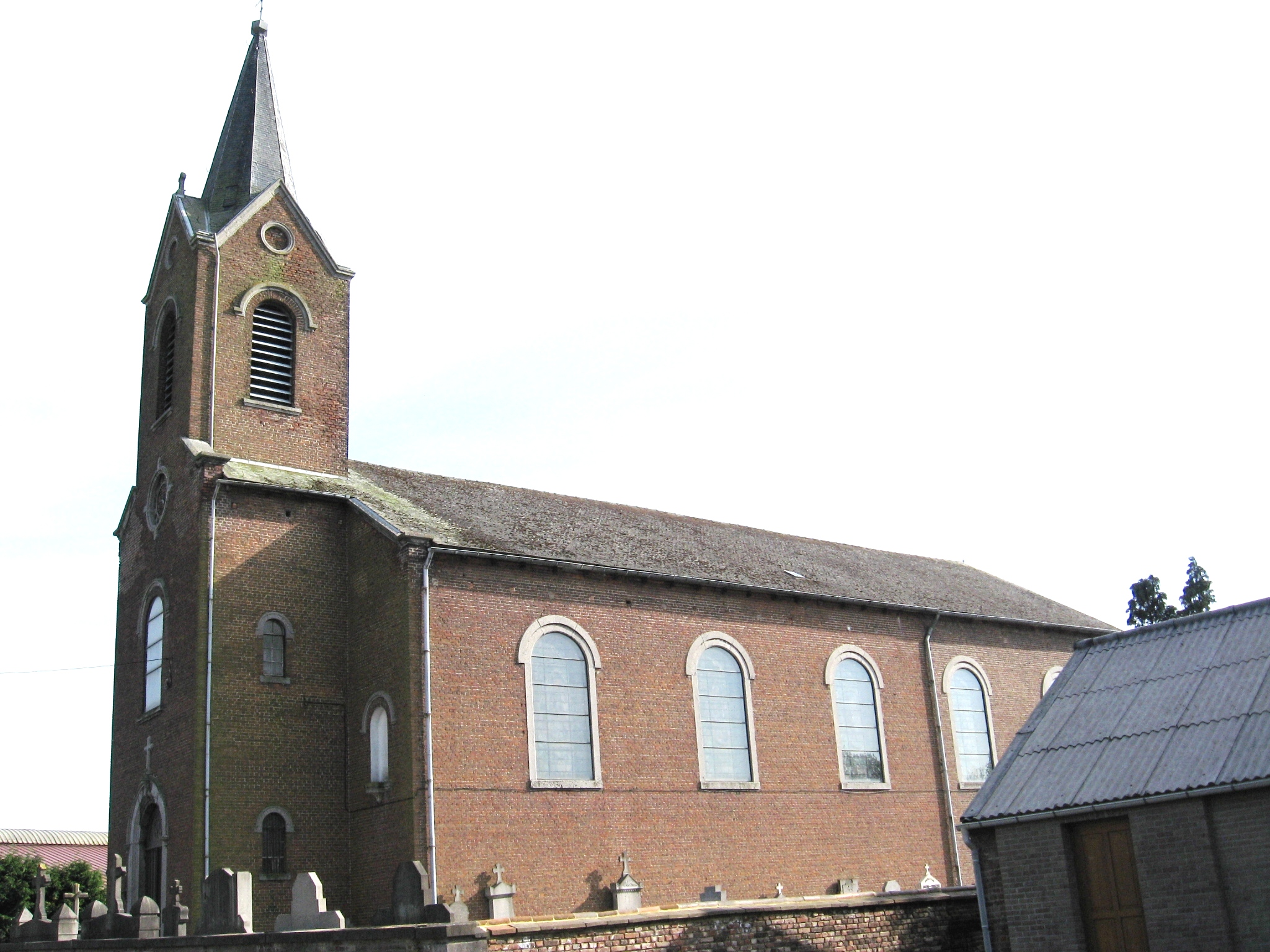
De Sint-Laurentiuskerk
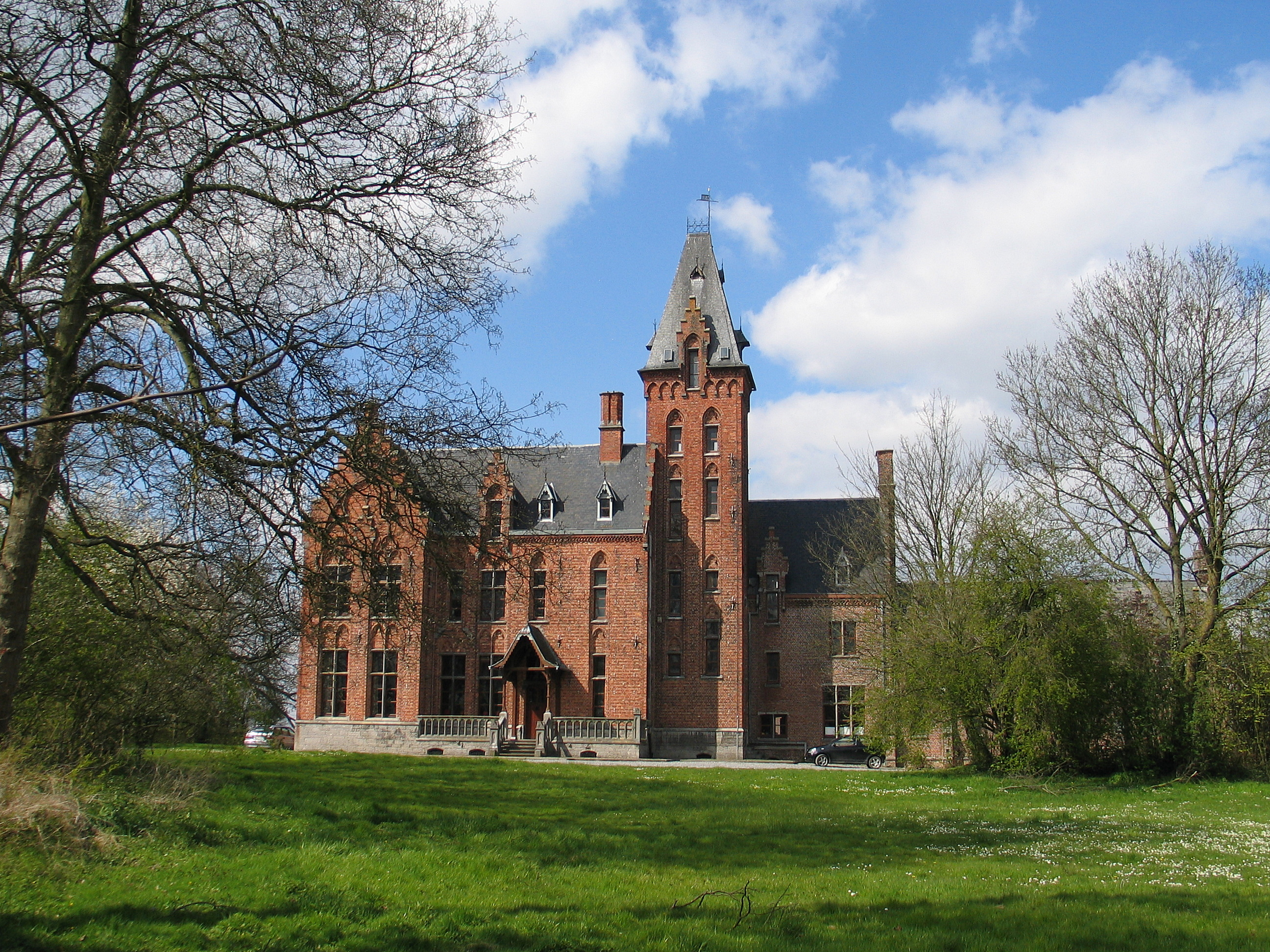
Kasteel Nihoul
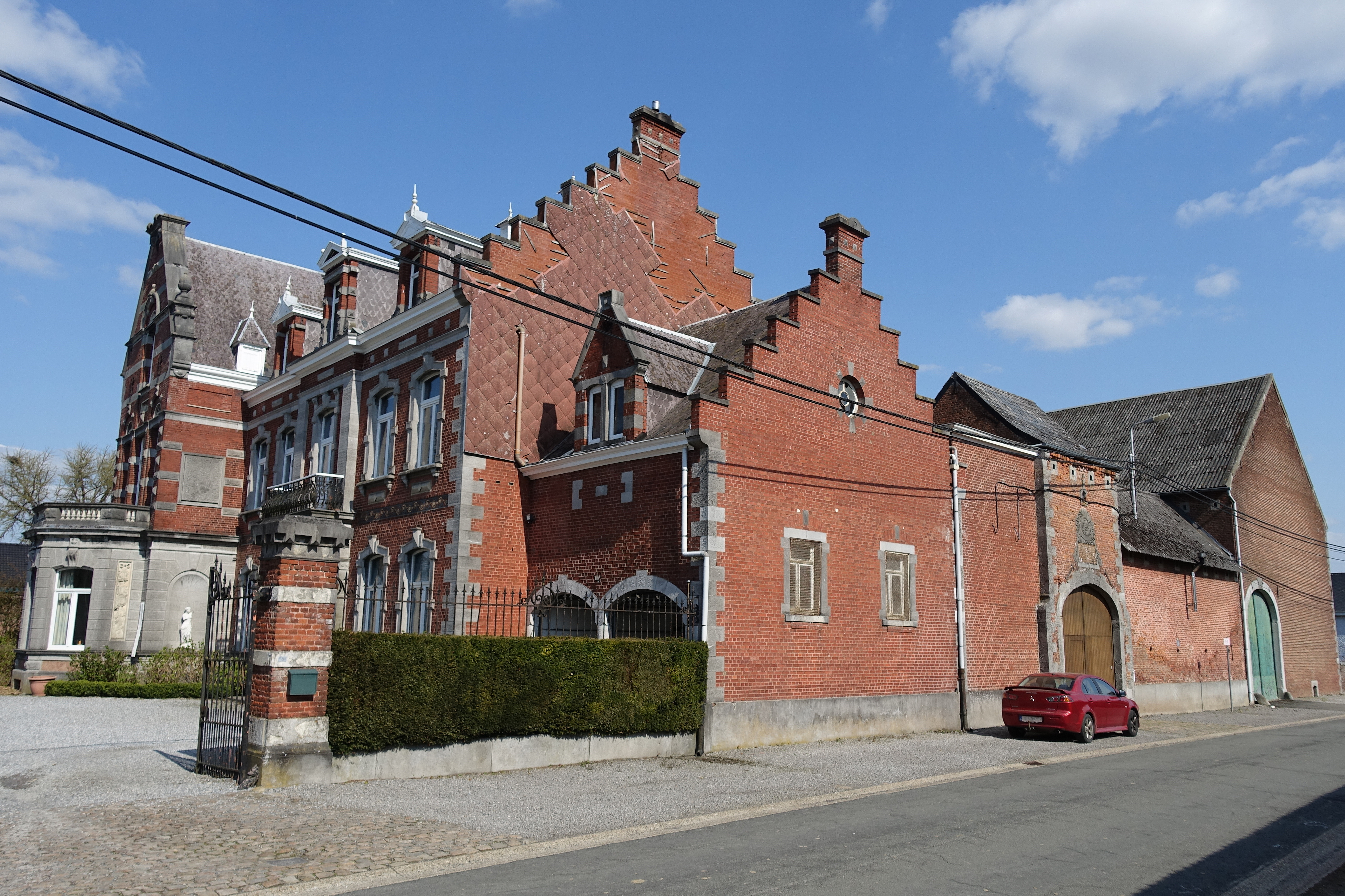
Kasteeltje van Cras-Avernas (ook Kasteel Snyers genoemd) met hoeve van abdij van Saint-Laurent
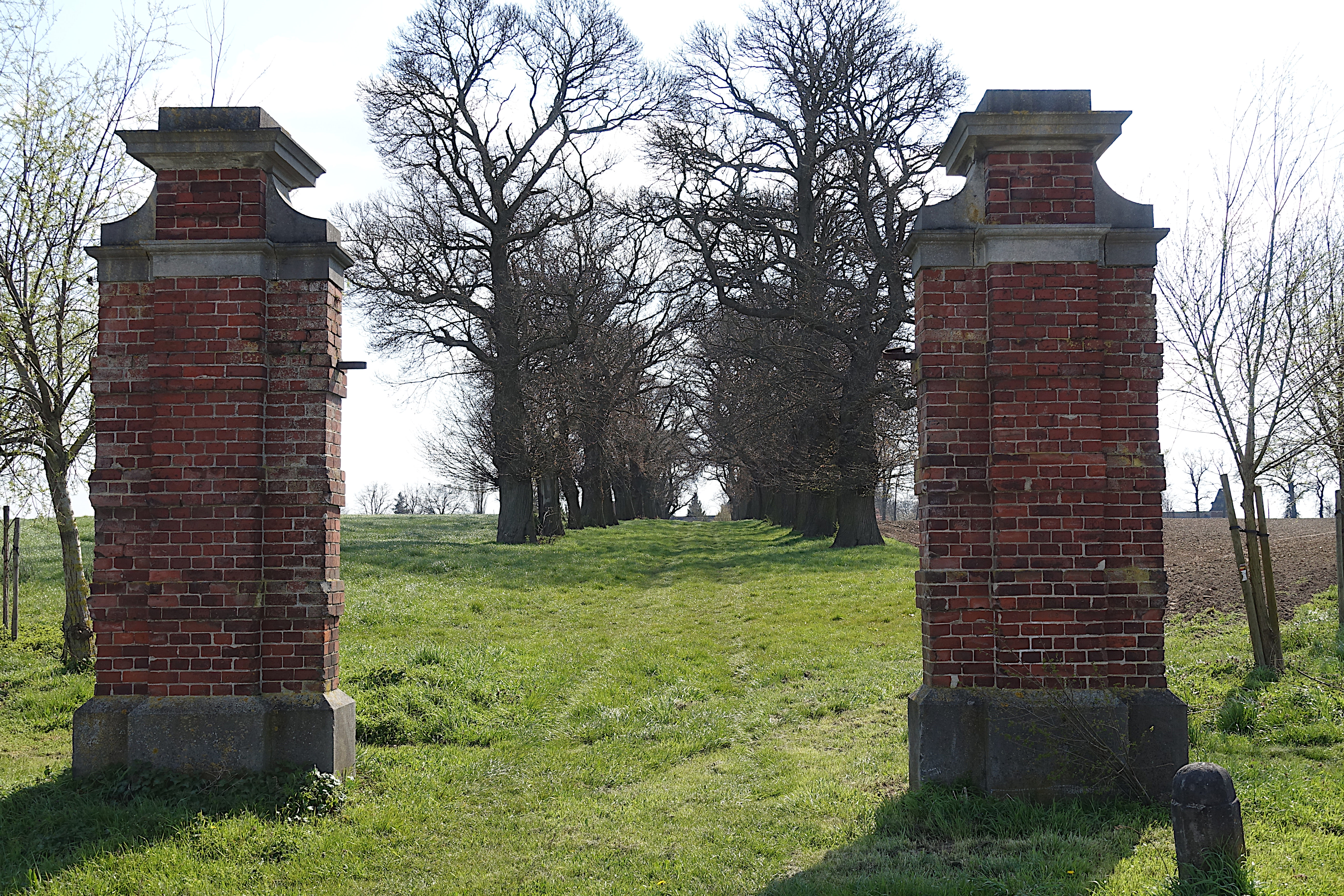
Beschermde kastanjedreef

## Natuur en landschap
De hoogte aan de kerk bedraagt 128 meter.

## Demografische ontwikkeling
- Bronnen:NIS, Opm:1831 tot en met 1961=volkstellingen

## Nabijgelegen kernen
Walshoutem, Bertrée, Trognée, Boëlhe, Kortijs